# Kernarbeitsnorm
Die Kernarbeitsnormen (auch Kernübereinkommen der Internationalen Arbeitsorganisation; englisch Core Labour Standards) sind Sozialstandards im Rahmen der Welthandelsordnung, die menschenwürdige Arbeitsbedingungen und einen hinreichenden Arbeitsschutz gewährleisten sollen.

## Allgemeines
Sie wurden im Juni 1998 in einer Erklärung der Internationalen Arbeitsorganisation (ILO) niedergelegt. Auf der 110. Internationalen Arbeitskonferenz beschloss die Plenarsitzung die Aufnahme von Arbeitsschutz und Arbeitssicherheit als fünfte Kernarbeitsnorm.

## Konventionen
Zu den Kernarbeitsnormen gehören folgende Übereinkommen der Internationalen Arbeitsorganisation:
- Übereinkommen 29 – Zwangsarbeit, 1930
- Übereinkommen 87 – Vereinigungsfreiheit und Schutz des Vereinigungsrechtes, 1948
- Übereinkommen 98 – Vereinigungsrecht und Recht zu Kollektivverhandlungen, 1949
- Übereinkommen 100 – Gleichheit des Entgelts, 1951
- Übereinkommen 105 – Abschaffung der Zwangsarbeit, 1957
- Übereinkommen 111 – Diskriminierung (Beschäftigung und Beruf), 1958
- Übereinkommen 138 – Mindestalter, 1973
- Übereinkommen 182 – Verbot und unverzügliche Maßnahmen zur Beseitigung der schlimmsten Formen der Kinderarbeit, 1999
- Übereinkommen 155 – Arbeitsschutz und Arbeitsumwelt, 1981
- Übereinkommen 187 – Förderungsrahmen für den Arbeitsschutz, 2006

## Hintergrund
Die Konventionen basieren auf den fünf Prinzipien Vereinigungsfreiheit und Recht auf Kollektivverhandlungen, Beseitigung der Zwangsarbeit, Abschaffung der Kinderarbeit, Verbot der Diskriminierung in Beschäftigung und Beruf und Arbeitsschutz und Arbeitssicherheit. Die fünf Grundprinzipien beschränken sich allerdings nicht auf die zehn Kernarbeitnormen; als tragende Orientierungs- und Handlungsmaximen der ILO durchziehen sie eine Vielzahl anderer Übereinkommen und Empfehlungen.
Entsprechend der Erklärung der ILO von 1998 sind die Mitglieder der ILO verpflichtet, und zwar allein aufgrund ihrer Mitgliedschaft in der Organisation und auch wenn sie die betreffenden Übereinkommen nicht ratifiziert haben, die Grundsätze betreffend die grundlegenden Rechte, die Gegenstand dieser Kernübereinkommen sind, in gutem Glauben und gemäß der Verfassung einzuhalten, zu fördern und zu verwirklichen.
Die internationale Gemeinschaft forderte auf dem Weltsozialgipfel in Kopenhagen 1995 universelle soziale Regeln zur Begleitung der Globalisierung ein. Die ILO leitete daraufhin zunächst eine intensive Kampagne ein, um die Zahl der Ratifikationen der Kernarbeitnormen zu erhöhen. Trotz Fortschritten gab es allerdings weiterhin eine große Zahl von Mitgliedstaaten, die weit von der Ratifizierung der Kernarbeitsnormen entfernt waren. Aus dieser Situation heraus entstand dann wenige Jahre später die Überlegung, den Prozess mit einer feierlichen Erklärung verstärkt voranzutreiben.
Im Juni 1998 wurde die „Erklärung über die grundlegenden Prinzipien und Rechte bei der Arbeit“ auf der 86. Tagung der Internationalen Arbeitskonferenz ohne Gegenstimme angenommen. Damit bekennen sich alle Mitgliedstaaten der Organisation ausdrücklich zu den Kernarbeitsnormen. Die Erklärung beginnt mit einer eindeutigen Positionsbestimmung. Sie betont,
„dass die Gründung der ILO in der Überzeugung erfolgte, dass soziale Gerechtigkeit eine wesentliche Voraussetzung für einen dauerhaften Weltfrieden ist; dass wirtschaftliches Wachstum wesentlich ist, aber nicht ausreicht, um Gerechtigkeit, sozialen Fortschritt und die Beseitigung von Armut zu gewährleisten; dass die ILO dafür sorgen muss, dass im Rahmen einer globalen Strategie für wirtschaftliche und soziale Entwicklung sich die Wirtschafts- und Sozialpolitiken gegenseitig verstärken, damit eine breit angelegte dauerhafte Entwicklung geschaffen wird.“
Bislang haben 144 ILO-Mitgliedsstaaten alle Kern- oder Menschenrechtsübereinkommen ratifiziert, darunter auch Deutschland.

## Folgemechanismus
Die Fortschritte der Mitgliedstaaten bei der Erfüllung ihrer Pflichten sollen durch einen regelmäßigen Folgemechanismus überprüft werden. Dazu müssen die Mitgliedstaaten jährlich über ihre Aktivitäten zur Durchsetzung der Grundprinzipien berichten. Aus diesen Berichten erstellt der Generaldirektor der ILO einen Gesamtbericht, der die Situation weltweit wiedergibt und der Internationalen Arbeitskonferenz zur Beratung vorgelegt wird. Dabei soll auch die technische Hilfe der ILO in diesem Bereich dargelegt und erörtert werden. Die laufende Berichterstattung soll mithin „als Grundlage für die Bewertung der Wirksamkeit der von der Organisation geleisteten Unterstützung und für die Festlegung von Prioritäten dienen“, wie es in der Erklärung heißt.
Mit diesem Folgemechanismus greift die Erklärung auf Bewährtes zurück. Schon die Verfassung der ILO erlegt den Mitgliedstaaten bestimmte Berichtspflichten auf. Zu unterscheiden sind Berichte über die Anwendung ratifizierter Übereinkommen und solche, die sich mit der Frage befassen, warum ein Land ein Übereinkommen noch nicht ratifiziert hat. Für Staaten, die die Kernarbeitsnormen nicht ratifiziert haben, wird die Berichterstattung durch die Erklärung deutlich erweitert. Auch müssen sie sich künftig einer konkreten Überwachung ihrer Gesetzgebung und Praxis unterziehen.
Bisher sind folgende Berichte erschienen:
- Your Voice at Work, dt. Mitsprache am Arbeitsplatz, 2000, zu „Vereinigungsfreiheit und Kollektivverhandlungen“
- Stopping Forced Labour, dt. Schluss mit der Zwangsarbeit, 2001, zur „Beseitigung der Zwangsarbeit“
- A Future without Child Labour, dt. Eine Zukunft ohne Kinderarbeit, 2002, zum „Verbot und Beseitigung der schlimmsten Formen der Kinderarbeit“
- Time for Equality at Work, dt. Gleichheit bei der Arbeit – Ein Gebot der Stunde, 2003, zur „Diskriminierung bei der Arbeit“
- Organising for Social Justice, dt. Sich zusammenschließen für soziale Gerechtigkeit, 2004, zu „Vereinigungsfreiheit und Recht auf Kollektivverhandlungen“
- A Global Alliance Against Forced Labour, dt. Eine globale Allianz gegen Zwangsarbeit, 2005, zur „Beseitigung der Zwangsarbeit“
- The end of child labour: Within reach, dt. Das Ende der Kinderarbeit – Zum Greifen nah, 2006 zweiter Bericht zu „Verbot und Beseitigung der schlimmsten Formen der Kinderarbeit“
- Equality at work. Tackling the challenges, dt. Gleichheit bei der Arbeit: Den Herausforderungen begegnen, 2007, zweiter Bericht zu „Diskriminierung bei der Arbeit“
- Freedom of association in practice: Lessons learned, dt. Vereinigungsfreiheit in der Praxis: Gesammelte Erfahrungen, 2008, dritter Gesamtbericht zu „Vereinigungsfreiheit und Recht auf Kollektivverhandlungen“
- The cost of coercion, dt.: Die Kosten der Zwangs, 2009, dritter Gesamtbericht zur „Beseitigung der Zwangsarbeit“[2]

## Protektionismuskritik
Einige Entwicklungsländer sehen in solchen Standards den Versuch der Industrieländer, einen wesentlichen Wettbewerbsfaktor der Entwicklungsländer, nämlich niedrige Löhne, auszuhebeln.
Dazu heißt es auf der Seite der ILO-Vertretung in Deutschland: „Die Erklärung ist als Appell an die Mitgliedstaaten der ILO und an die Organisation selbst zu verstehen. Sie will ermutigen, fördern, Handlungsimpulse geben. Sanktionsmöglichkeiten können aus ihr nicht abgeleitet werden. In der Erklärung wird vielmehr hervorgehoben, dass die Normen der ILO, die Erklärung selbst und ihre Folgemaßnahmen nicht für handelsprotektionistische Zwecke verwendet werden dürfen. Diese eindeutige Feststellung war eine entscheidende Voraussetzung dafür, dass die feierliche Erklärung ohne Gegenstimme angenommen wurde.“